# Телде
Телде (шп. Telde) град је у Шпанији у аутономној заједници Канарска Острва у покрајини Лас Палмас. Према процени из 2008. у граду је живело 99.201 становника.

## Становништво
Према процени, у граду је 2008. живело 99.201 становника.
| 1991.  | 2001.  |
| ------ | ------ |
| 77,356 | 87,949 |